# Kościół Wszystkich Świętych w Starachowicach (drewniany)
Kościół Wszystkich Świętych – drewniany kościół, który znajdował się w Starachowicach. Zniszczony podczas pożaru w 1987 roku.

## Historia
Kościół został wzniesiony w 1922 jako kościół filialny w stylu góralskim według projektu architekta Jana Borowskiego przez księdza Dominika Ściskałę. Posiadał konstrukcję słupowo-ramową. Składał się z prezbiterium z dwoma zakrystiami i nawy. Wieża była pokryta gontowym hełmem. Dach posiadał dwie kalenice. Polichromia w kościele została wykonana przez Zofię Baudouin de Courtenay. Budowla spłonęła w 1987.